# Scheepsliften op het Centrumkanaal
De scheepsliften op het Centrumkanaal zijn vier hydraulische scheepsliften op het historische Centrumkanaal, nabij de Belgische stad La Louvière, ontworpen door de Britse ingenieur Edwin Clark. Ze werden gebouwd tussen 1888 en 1917, en overbruggen samen een verval van zo'n 68 meter. Eén lift overbrugt 15,4 meter en de andere drie elk 16,93 meter.
De scheepsliften liggen op de waterweg tussen de Maas en de Schelde, het Centrumkanaal in de provincie Henegouwen. In 1998 zijn de vier liften toegevoegd aan de Werelderfgoedlijst van de UNESCO.

## Aanleiding
Het Centrumkanaal is gegraven in de tweede helft van de 19e eeuw. De steenkoolmijnen van Henegouwen floreerden maar er was een sterke behoefte om de rivieren Samber en Schelde met elkaar te verbinden. Het grootste probleem bij de aanleg van het kanaal was een hoogteverschil van 66 meter over een afstand van zes kilometer tussen Houdeng-Goegnies en Thieu. Er waren hiervoor 17 schutsluizen noodzakelijk. Dit zou leiden tot twee belangrijke nadelen, het schutten van schepen kost veel tijd en met iedere sluisgang gaat veel water verloren.
In het Trent and Mersey Canal had men hetzelfde probleem opgelost door de bouw van een hydraulische scheepslift bij Anderton in Engeland. Deze lift, een ontwerp van Edwin Clark, was speciaal ontworpen om een groot hoogteverschil te overbruggen met een minimaal waterverbruik. De Belgische ingenieurs namen dit ontwerp over. Er werden vier vergelijkbare scheepsliften gebouwd, een die een hoogteverschil overbrugt van 15,40 m, geopend in 1888, en drie van 16,93 m geopend in 1917. De liften zijn geschikt zijn voor schepen tot 350 ton (type spits).

## Werking

Schematische weergave werking scheepsliften

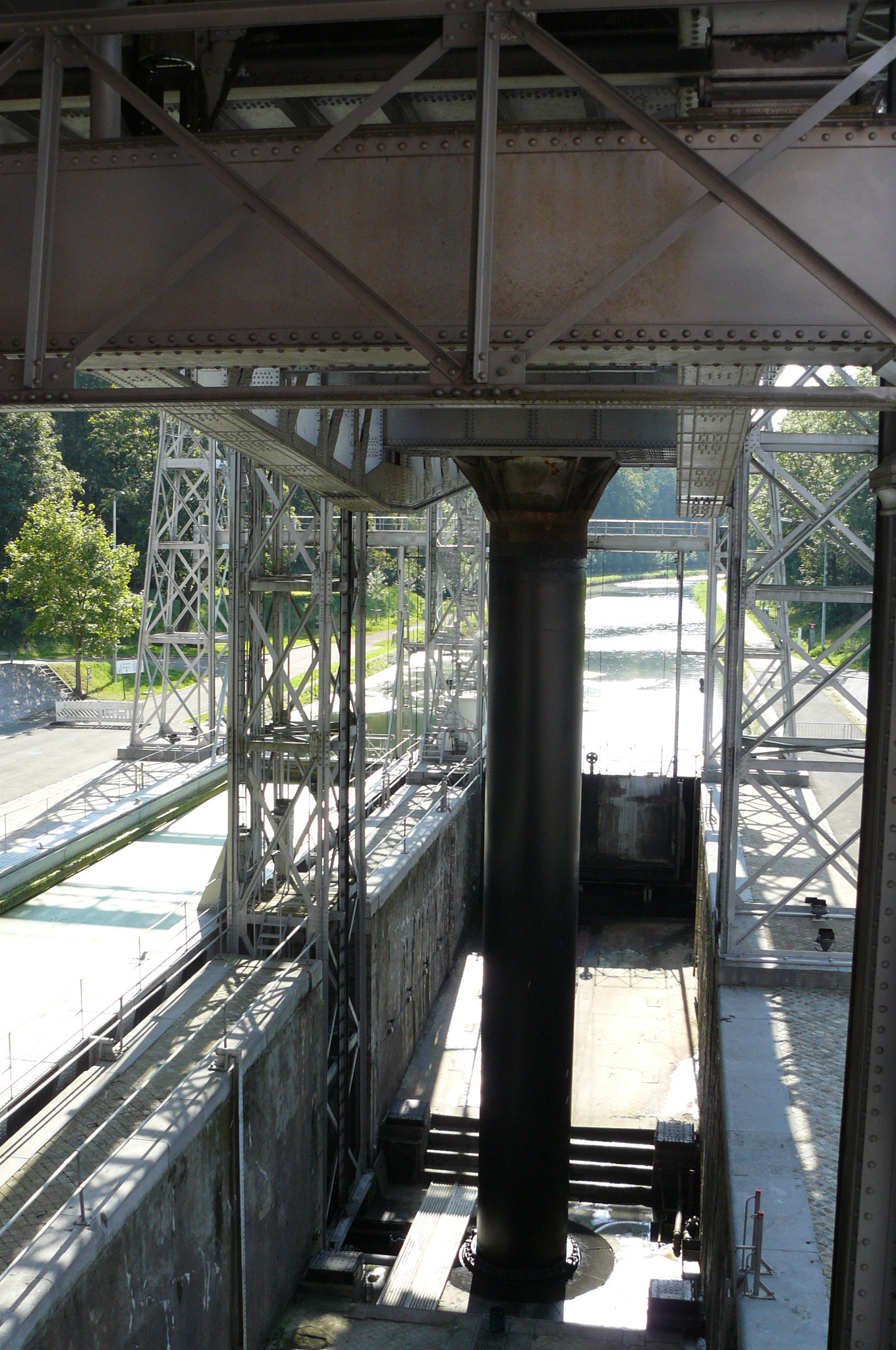
Onderzijde bak, links een bak in de onderste positie

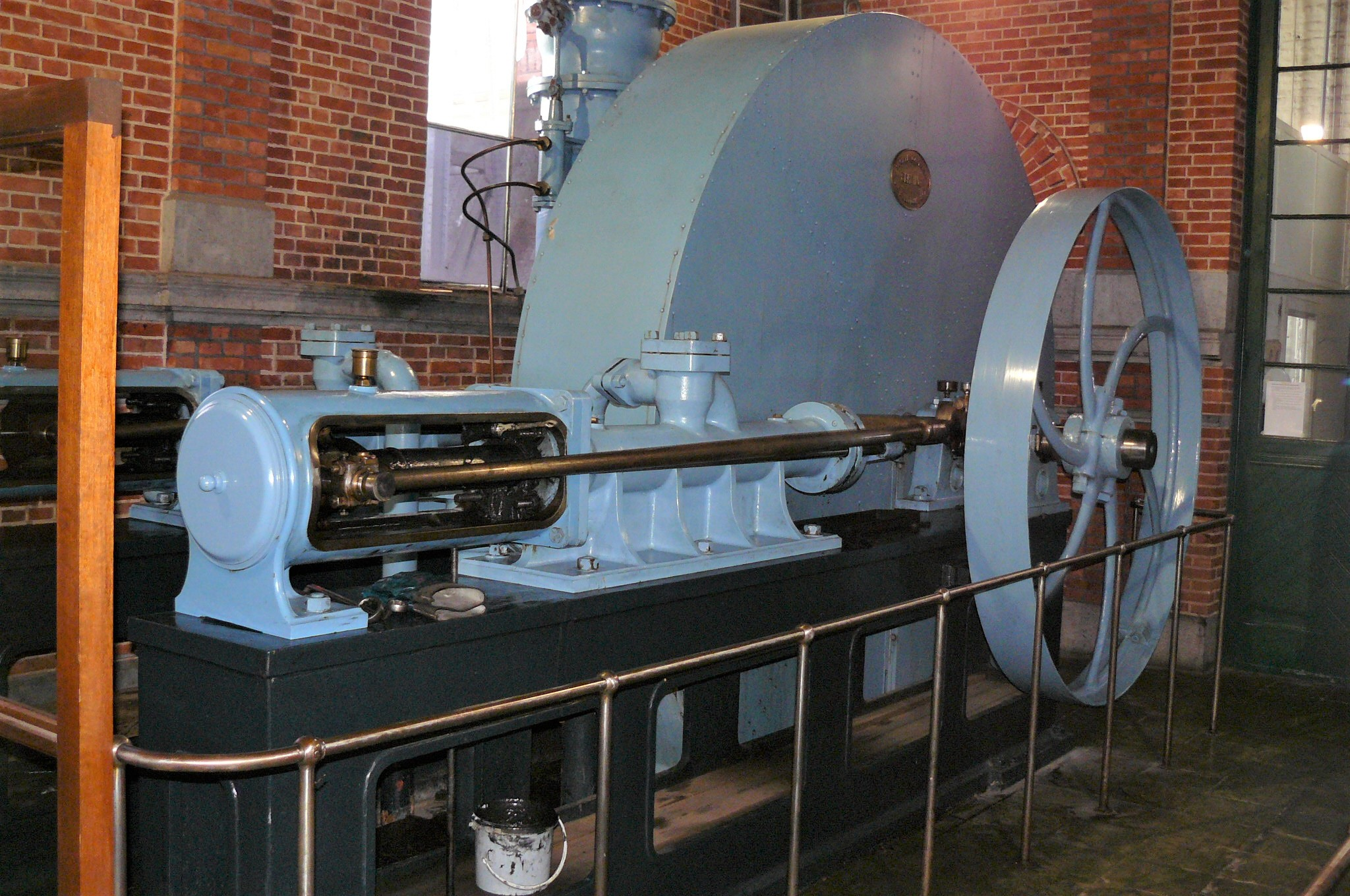
Machine voor de waterdruk

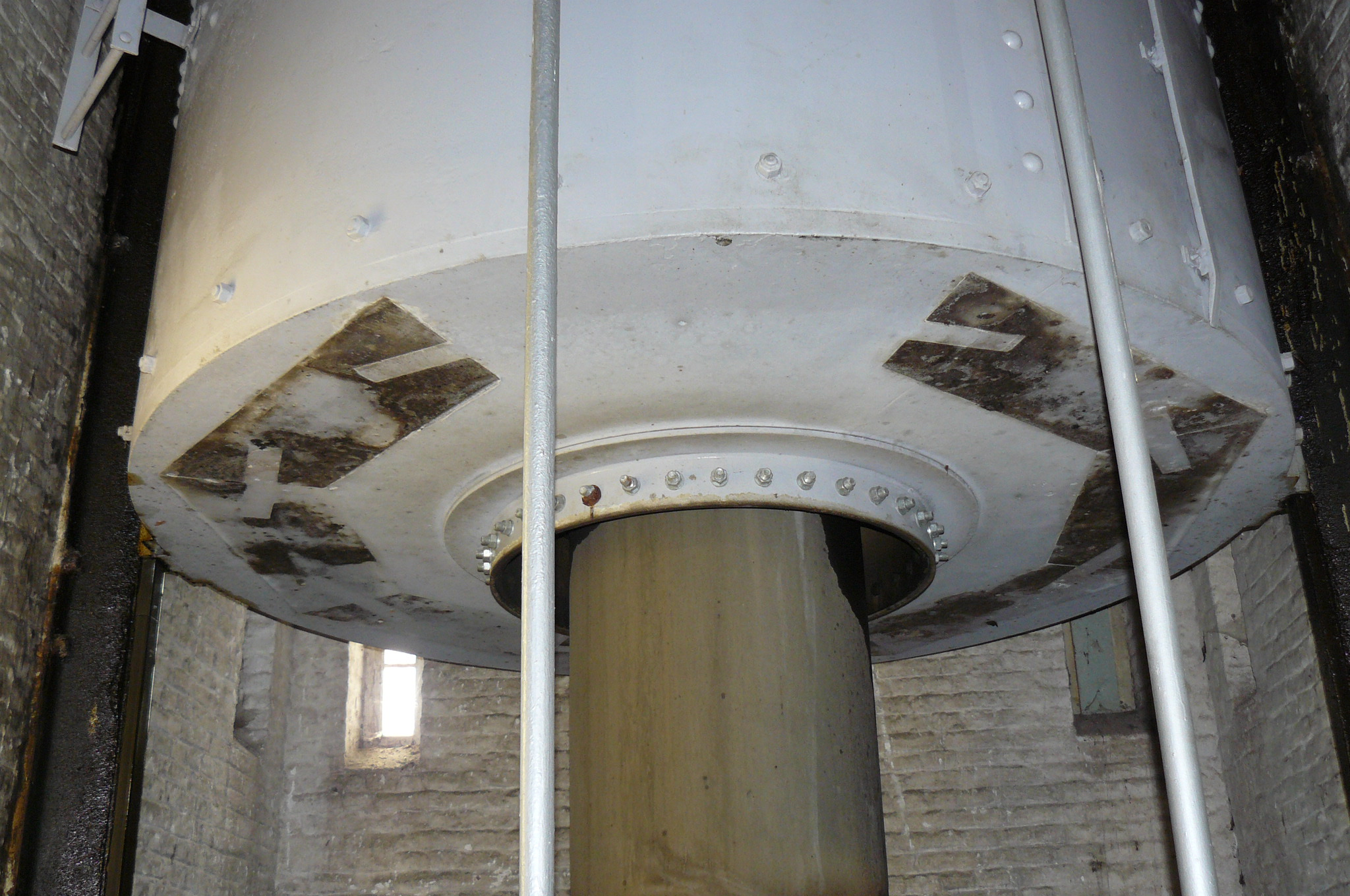
Hydraulische accumulator

Elke lift bestaat uit twee bakken. Een bak is 43 meter lang, 5,8 m breed en 3,15 m hoog. Het water in de bak staat 2,4 m hoog. De bakken rusten op gigantische drijvers, of zuigers, in cilinders gevuld met water die diep in de grond steken. Het water in de twee ondergrondse cilinders is met elkaar verbonden. De bakken werken simultaan waarbij de dalende bak het water naar de andere cilinder perst en zo de andere bak omhoog duwt. De ene bak is het tegengewicht van de andere bak waardoor er relatief weinig energie toegevoegd hoeft te worden om de verplaatsing te realiseren. Om de verticale beweging in gang te houden kan water aan de dalende bak worden toegevoegd of wegstromen uit de stijgende bak.
De bak is afgesloten met deuren aan beide uiteinden. Deze hefdeuren zijn dubbel uitgevoerd, een deur gaat mee met de bak en de andere deur blijft achter en sluit het kanaalpand af.
De grote vaste verticale vakwerkconstructies aan beide zijden houden de bak op zijn plaats. Bovenop de drie pijlers ligt een dwarsverband met in het midden een huisje voor de bediening van de lift.
Bij elke lift staat een machinegebouw. De werking van de lift is gebaseerd op hydrauliek. Hier staan machines opgesteld die de waterdruk verzorgen en een grote hydraulische accumulator om de druk op peil te houden. Deze installaties zijn nodig voor het openen en sluiten van de hefdeuren en van de waterkleppen en overige activiteiten die kracht nodig hebben.
Een belangrijk nadeel van deze lift is de simultane werking van de bakken. Wanneer een bak beschadigd raakt en niet meer kan functioneren, dan is de andere bak ook niet meer te gebruiken en is het hele scheepvaartverkeer gestremd. Bij Anderton is de lift hiervoor aangepast, elke bak kreeg een eigen contragewicht waardoor ze los van elkaar konden opereren. Deze aanpassing is hier niet gedaan, maar is wel toegepast bij de nieuwe scheepslift van het Centrumkanaal.

## Uit dienst
Eind jaren zeventig besloot men over te gaan tot de bouw van een nieuw kanaalpand en een nieuwe scheepslift geschikt voor schepen tot 1350 ton. De werken aan deze lift, die de vier oude en een sluis zou vervangen, begonnen in 1982 en zouden, vooral omwille van budgetproblemen, meer dan 20 jaar aanslepen. De Scheepslift van Strépy-Thieu werd uiteindelijk in september 2002 opgeleverd en sedertdien is het goederenverkeer (in volume) op het kanaal vertienvoudigd.
Sinds 2002, worden de 19e-eeuwse kunstwerken enkel nog voor de pleziervaart gebruikt. Het goederenvervoer wordt namelijk sindsdien omgeleid via de grote scheepslift van Strépy-Thieu die het verval van 73,15 meter in een keer overbrugt. Scheepslift nr. 1 te Houdeng-Goegnies werd begin 2002 zwaar beschadigd toen een opgehaalde sluisdeur voortijdig neerviel op een binnenschip dat de liftbak verliet. De lift werd pas in mei 2011 opnieuw geopend voor de scheepvaart.

## De vier liften

Ligging van de 4 liften. A is de nieuwe scheepslift van Strépy-Thieu

| Lift  | Plaats              | Locatie                       | Hoogte  | Foto |
| ----- | ------------------- | ----------------------------- | ------- | ---- |
| No. 1 | Houdeng-Goegnies    | 50° 29′ 16″ NB, 4° 10′ 34″ OL | 15,40 m |      |
| No. 2 | Houdeng-Aimeries    | 50° 28′ 57″ NB, 4° 8′ 33″ OL  | 16,93 m |      |
| No. 3 | Strépy-Bracquegnies | 50° 28′ 53″ NB, 4° 8′ 15″ OL  | 16,93 m |      |
| No. 4 | Thieu               | 50° 28′ 17″ NB, 4° 5′ 41″ OL  | 16,93 m |      |

1977 Fundació Joan Miró  · 
1978 Bryggens Museum  · 
1979 Stadt- und Industriemuseum Rüsselsheim  · 
1980 Monaghan County Museum  · 
1981 Muziekmuseum  · 
1982 Ålands museum   · 
1983 Universalmuseum Joanneum   · 
1984 National Waterways Museum  / Scheepslift op het centrumkanaal  · 
1987 Neukölln Museum   · 
1988 Beiers Nationaal Museum  / Monasterio de las Descalzas Reales   · 
1989 Joods Historisch Museum  · 
1990 Museu da Água  · 
1991 Deutsche Salzmuseum  · 
1992 Museo della bonifica di Argenta  · 
1993 Archeologisch museum van Istanboel  / Kobarid Museum  · 
1994 Provinciaal museum van Lapland  · 
1995 Haus der Geschichte  · 
1996 MAK – Museum voor Toegepaste Kunst  · 
1997 Tropenmuseum  · 
1998 Museum van het Strelka Instituut  · 
1999 Museum voor Schone Kunsten  · 
2000 In Flanders Fields Museum  · 
2001 Theatermuseum  · 
2002 Buddenbrookhaus  · 
2003 Laténium  · 
2004 Gezondheidsmuseum in het complex van Bayezid II  · 
2005 Museum van Byzantijnse Cultuur  · 
2006 Churchill Museum and Cabinet War Rooms  · 
2007 Musée international de la Réforme  · 
2008 Svalbard Museum  · 
2009 Zeeuws Museum  · 
2010 Museu de Portimão  · 
2012 Rautenstrauch-Joest Museum   · 
2013 Museum of Liverpool  · 
2014 Baksı Müzesi  · 
2015 Musée des Civilisations de l'Europe et de la Méditerranée  · 
2016 European Solidarity Centre  · 
2017 Mémorial ACTe]  · 
2018 War Childhood Museum  · 
2019 Museum für Kommunikation  · 
2020 House of Leaves  · 
2021 Gulag History Museum  · 
2022 Nano Nagle Place  · 
2023 Arbejdermuseet  · 
2024 Muzeum Pamięci Sybiru 
Vlaamse begijnhoven ·
Grote Markt van Brussel ·
Scheepsliften op het Canal du Centre ·
Belforten in België en Frankrijk ·
Historisch centrum van Brugge ·
Herenhuizen van de architect Victor Horta ·
Neolithische vuursteenmijnen in Spiennes (Bergen) ·
Onze-Lieve-Vrouwekathedraal in Doornik ·
Museum Plantin-Moretus ·
Oude en voorhistorische beukenbossen van de Karpaten en andere regio's van Europa · 
Stocletpaleis ·
Belangrijkste mijnsites van Wallonië · 
Architecturaal werk van Le Corbusier (Maison Guiette)  · 
Historische kuuroorden van Europa (Spa) · 
Koloniën van Weldadigheid (Wortel-Kolonie)